# Vysočina (salám)

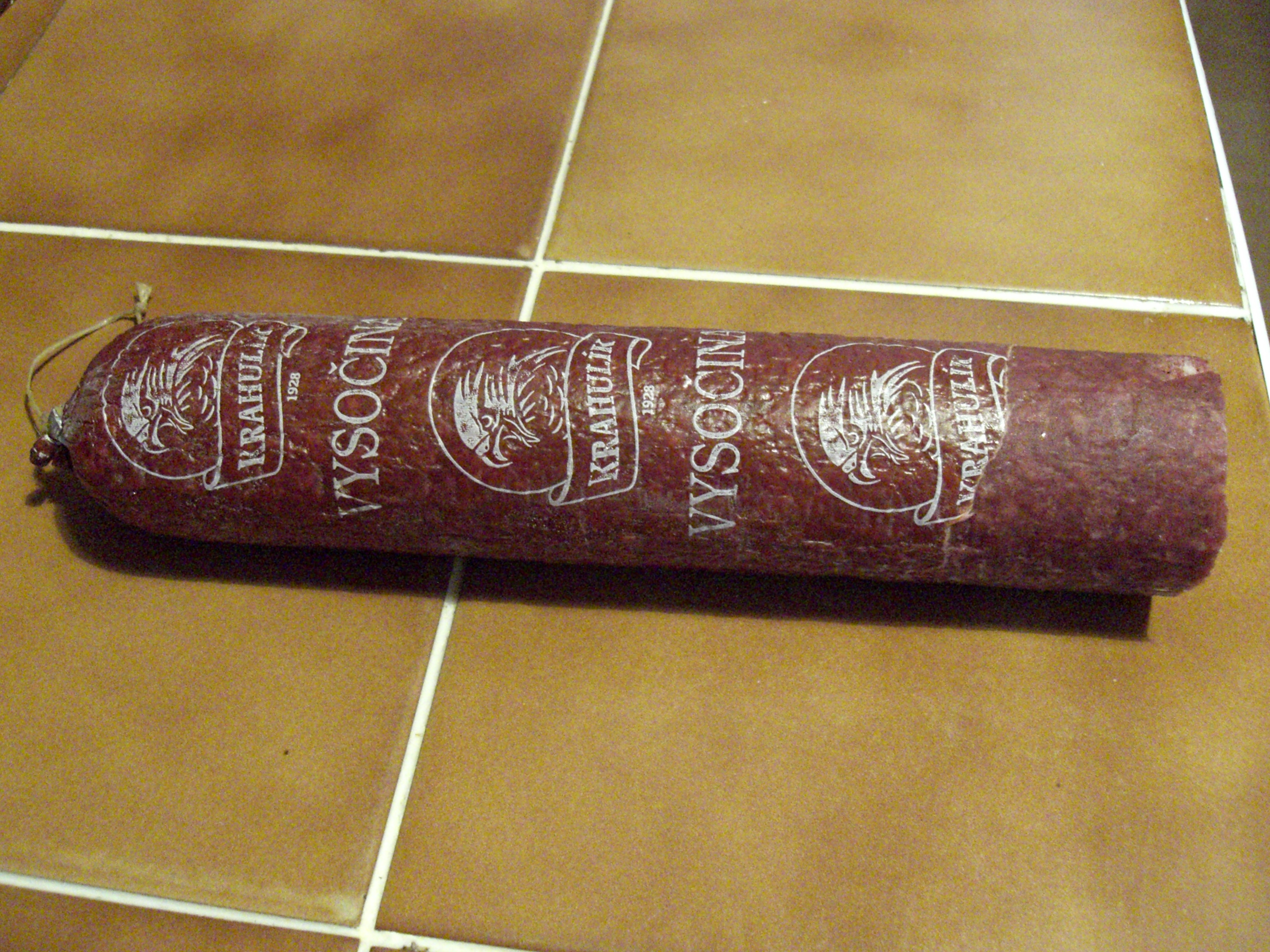
Salám Vysočina

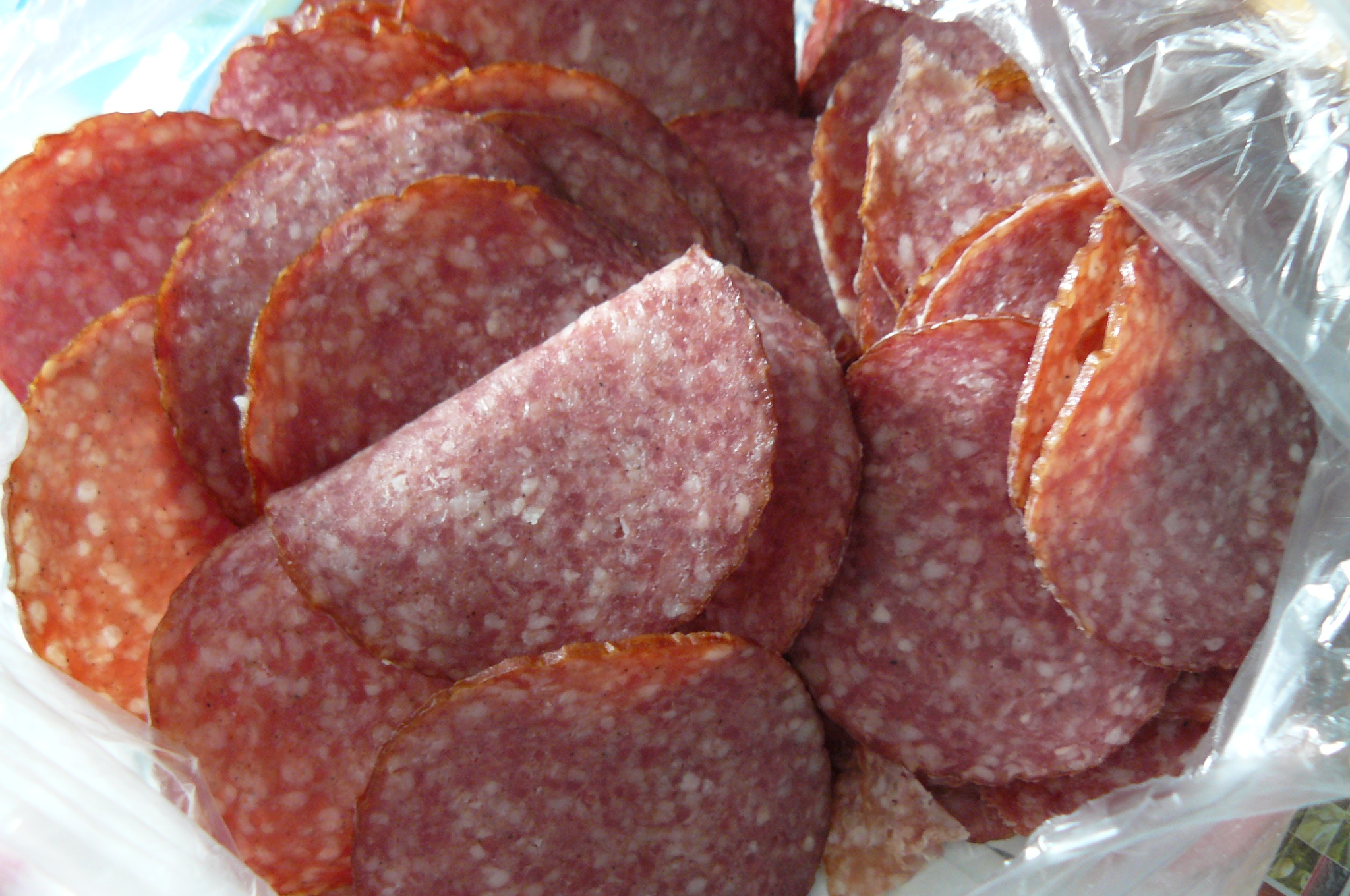
Krájená Vysočina

Vysočina je český trvanlivý salám.

## Historie
Výroba salámu Vysočina byla zahájena v roce 1967 v závodě v Hodicích. Záměrem bylo vyrobit identický výrobek jako je uherský salám, ale tepelně opracovaný.
Podle normy z 1. 1. 1977 se salám Vysočina vyráběl z těchto ingrediencí (na  1000 kg hotového výrobku):

- předsolené hovězí maso zadní výrobní zbavené karabáčku, tvrdých šlach a povrchového loje: 420 kg
- předsolené vepřové maso libové zbavené chrupavek: 270 kg
- předsolené vepřové maso výrobní bez kosti: 560 kg
- předsolené hřbetní vepřové sádlo: 170 kg
- mletý pepř.

Salám pro svou oblíbenost začaly vyrábět postupně další masokombináty. Když došlo počátkem 90. let ke zrušení závaznosti bývalých státních a podnikových norem, začali různí výrobci pod značkou "Salám Vysočina" vyrábět prakticky rozdílné výrobky s různým složením a různou kvalitou. Klesající úroveň kvality částečně zastavila až vyhláška 264 z roku 2003 na výrobky používající název Vysočina. Tato vyhláška sice nevrací salám Vysočina k původní kvalitě, ale nepřipouští v něm použití vlákniny, masa strojně odděleného včetně drůbežího masa strojně odděleného a použití rostlinných a jiných živočišných bílkovin. Tuto vyhlášku však někteří producenti obcházejí. Na základě prováděných testů kvality tak přichází o prestižní označení Klasa.
V roce 2004 požádalo Živnostenské společenstvo výrobců salámu Vysočina o registraci zeměpisného označení na Úřadu průmyslového vlastnictví. Toto bylo zamítnuto z důvodu, že salám Vysočina je od roku 2001 na základě vyhlášky č. 326/2001 zařazen do skupiny výrobků v ČR obecně známých, a tudíž ho lze vyrábět, pokud splňuje požadavky dle vyhlášky č. 264/2003 Sb. Jediným výrobcem, který tak vyrábí Vysočinu dle původní receptury, je masokombinát v Hodicích, který ho dává na trh pod obchodním názvem Hodická Vysočina 1967.